# 2008—2009年西南印度洋熱帶氣旋季
2008－2009年西南印度洋熱帶氣旋季在2008年11月15日開始，並在2009年4月30日完結（某些地區的熱帶氣旋季在2009年5月15日完結）。
此文內容只包含在西南印度洋形成的熱帶氣旋的介紹。
風暴是由留尼汪氣象部發出報告。如果一個熱帶低氣壓在南緯0-40度，東經31-55度之間增強為中度熱帶風暴的話，馬達加斯加就會為它命名。如果一個熱帶低氣壓在南緯0-40度，東經55-90度之間增強為中度熱帶風暴的話，模里西斯就會為它命名。

## 熱帶氣旋
如果一個熱帶低氣壓在南緯0-40度，東經31-90度之間增強為中度熱帶風暴的話，馬達加斯加或模里西斯就會為它命名。由於每年都會有新的名字清單，所以不用停用名字。
以下所有氣旋的強度及其他相關資訊均以留尼汪氣象部公報為準。

## 風暴名稱
| - Asma - Bernard - Cinda - Dongo - Eric - Fanele - Gael - Hina - Izilda | - Jade - Kago（未用） - Lisebo（未用） - Magoma（未用） - Newa（未用） - Owami（未用） - Pulane（未用） - Qoli（未用） - Rute（未用） | - Sama（未用） - Tsholo（未用） - Uzale（未用） - Vimbai（未用） - Wada（未用） - Xylo（未用） - Yamba（未用） - Zita（未用） |

## 外部連結
- Joint Typhoon Warning Center (JTWC)
- Météo France (RSMC La Réunion)
- World Meteorological Organization